# Ibrahima Konaté
Ibrahima Konaté (født 25. maj 1999) er en fransk professionel fodboldspiller, der spiller som midterforsvare for den engelske fodboldklub Liverpool F.C. og det franske fodboldlandshold.
Efter at have startet med Sochaux skiftede Konaté til RB Leipzig i 2017. Efter fire år med klubben skrev Liverpool kontrakt med ham i 2021 for en pris på £36 millioner. Han vandt EFL Cup og FA Cup i sin første sæson.

## Klubkarriere

### Tidlig karriere
Konaté startede sin karriere i Paris FC, men tog i en tidlig alder videre til talentfabrikken FC Sochaux, hvor han spillede indtil sommeren 2017. Her skiftede han til RB Leipzig.

### RB Leipzig
Konaté skiftede d. 12. juni 2017 til RB Leipzig på en fri transfer. Han scorede sit første Leipzig-mål i en 4-0 sejr mod Fortuna Düsseldorf.

### Liverpool
Den 28. maj 2021 blev det offentliggjort, at Liverpool havde indgået en aftale med RB Leipzig om at købe Konaté d. 1. juli samme år. Liverpool udløste hans klausul på angiveligt £36 millioner. Den 18. september debuterede Konaté i Premier League, hvor han startede sammen med Virgil van Dijk og holdt buret rent i en 3-0 sejr over Crystal Palace. Han startede også i sin anden kamp i sæsonen, hvor han dannede makkerpar med Virgil van Dijk i det første North-West Derby mod Manchester United, som Liverpool vandt 5-0. Det var den største sejr, Liverpool havde haft over United siden 1895, og den største sejr, United havde lidt uden at score siden 1955. Konaté modtog ros fra fans for, hvordan han håndterede stjernespillere som Cristiano Ronaldo og Bruno Fernandes, og han blev også udvalgt til Garth Crooks' hold i ugen, hvor Crooks sagde: "Ingen fikser eller færdigheder, men han bruger sin styrke og power til maksimal effekt. Dette blev vist i kampen mod Manchester United, hvor Mason Greenwood, Cristiano Ronaldo og Marcus Rashford næsten ikke fik en bolden.
Den 5. april 2022 scorede Konaté sit første mål for Liverpool, en hovedstøds-scoring i en 3-1 sejr på udebane mod Benfica i UEFA Champions League kvartfinalen første kamp.
Konaté gik glip af starten på 2022-23 sæsonen på grund af en skade.

## Internationale karriere
Konaté er født i Frankrig, men har både fransk og malisk statsborgerskab. Dog har han indtil videre valgt at stille op for Frankrig, hvor han allerede har spillet mere end 30 U-landskampe.

## Privat liv og barndom
Ibrahima Konaté blev født den 25. maj 1999 i Paris. Han voksede op på en boligblok i det 11. arrondissement i Paris og er den næstyngste af otte børn født af forældre fra Mali. Han er muslim. Uden for fodbold er Konaté fan af anime og manga og nævner Attack on Titan som sin favoritserie.